# Catasetum nanayanum
Catasetum nanayanum är en orkidéart som beskrevs av Dodson och David Edward Bennett. Catasetum nanayanum ingår i släktet Catasetum och familjen orkidéer.
Artens utbredningsområde är Peru. Inga underarter finns listade i Catalogue of Life.